# Maribel Domínguez
Maribel Guadalupe Domínguez Castelán (Ciudad de México, 18 de noviembre de 1978) es una exfutbolista y entrenadora mexicana. En el 2021 fue nombrada entrenadora de la selección femenina de fútbol sub-20 de México, y fue separada de su cargo el 20 de julio del 2022.

## Trayectoria
Se crio en el seno de una familia humilde de Valle de Chalco, en el Estado de México. Empezó a jugar al fútbol en equipos locales, en su mayoría masculinos, en ocasiones incluso haciéndose pasar por un varón.
Ante la falta de una liga femenina en su país de nacimiento, en 2002 emigró a los Estados Unidos, para jugar en los Kansas City Mystics. En su primer año se convirtió en una de las jugadoras más destacadas de la liga norteamericana, con 17 goles, siendo la segunda máxima goleadora del campeonato y elegida MVP del torneo. Tras la desaparición del club, fichó por los Atlanta Beat, donde fue subcampeona de la liga profesional femenina (WUSA) en 2003. Sin embargo, el campeonato norteamericano se disolvió pocos meses después y Marigol regresó a su país natal. Gracias a una beca del gobierno mexicano, durante algún tiempo pudo concentrarse en su preparación para los Juegos Olímpicos de Atenas 2004.
En diciembre de 2004 alcanzó fama mundial, tras anunciar un acuerdo para jugar en la liga profesional masculina de su país con el Atlético Celaya. El fichaje obtuvo el visto bueno de la federación mexicana pero, en última instancia, el máximo organismo futbolístico mundial, la FIFA, lo impidió, alegando que se debe mantener una clara división entre el fútbol masculino y el femenino.
Pocos meses después, a principios de 2005, Domínguez fichó por el FC Barcelona, que luchaba por mantenerse en la  Superliga, máxima categoría del fútbol femenino en España. Su fichaje causó una gran expectiva mediática. Debutó el 30 de enero de 2005 con una tripleta ante el Torrejón, en un partido que su equipo ganó por 5 a 3. Marigol contribuyó con sus goles a mantener la categoría, tras lo cual renovó su contrato por un año.
A pesar de su buena campaña, que la llevó a ser elegida por la FIFA como la sexta mejor jugadora del mundo, el verano de 2006 se desligó del club azulgrana, tras al vencer su contrato. Se especuló con su fichaje por el Atlético de Madrid, aunque finalmente el club madrileño la descartó. Finalmente, su destino fue otro club catalán, el Euromat Estartit de la Primera Nacional (equivalente a la segunda división femenina de España). Domínguez, a pesar de jugar solo media temporada, tuvo un papel destacado, anotando 22 goles que sirvieron para que el club gerundense lograse el campeonato de la categoría de plata y el primer ascenso de su historia a la Superliga.
La temporada 2007/08, en su regreso a la Superliga, Maribel Domínguez anotó 15 tantos que sirvieron al Estartit para lograr la permanencia sin sobresaltos. Esa temporada también se estrenó como entrenadora, dirigiendo a las cadetes del club.

## Selección nacional
Fue la capitana de la Selección femenina de fútbol de México, siendo la jugadora que más partidos ha jugado y la que más goles ha anotado.
En 2002 formó parte del combinado mexicano que logró la medalla de bronce en los Copa de Oro femenina de la CONCACAF. 
Fue la máxima goleadora del preolímpico de Atenas 2004, con nueve tantos, logrando la primera clasificación en la historia del fútbol femenino mexicano para unos Juegos Olímpicos. En la cita, celebrada el verano de 2004, el combinado azteca alcanzó los cuartos de final y Domínguez hizo el único gol que su equipo logró en el torneo.

### Participaciones en Copas del Mundo
| Mundial                                 | Sede           | Resultado    | Partidos | Goles |
| --------------------------------------- | -------------- | ------------ | -------- | ----- |
| Copa Mundial Femenina de Fútbol de 1999 | Estados Unidos | Primera Fase | 3        | 1     |
| Copa Mundial Femenina de Fútbol de 2011 | Alemania       | Primera Fase | 3        | 1     |

### Participaciones en Juegos Olímpicos
| Mundial                            | Sede   | Resultado        | Partidos | Goles |
| ---------------------------------- | ------ | ---------------- | -------- | ----- |
| Torneo olímpico femenino de fútbol | Grecia | Cuartos de final | 3        | 1     |

### Participaciones en Copa de Oro
| Copa                | Sede           | Resultado    | Partidos | Goles |
| ------------------- | -------------- | ------------ | -------- | ----- |
| Copa de Oro de 2000 | Estados Unidos | Primera fase | 3        | 5     |
| Copa de Oro de 2002 | Estados Unidos | Tercer lugar | 5        | 3     |
| Copa de Oro de 2006 | Estados Unidos | Tercer lugar | 3        | 2     |

### Participación en Juegos Panamericanos
| Copa                      | Sede   | Resultado    | Partidos | Goles |
| ------------------------- | ------ | ------------ | -------- | ----- |
| Juegos Panamericanos 2011 | México | Tercer lugar | 3        | 1     |